# Qiao Zonghuai
Qiao Zonghuai är en kinesisk politiker och diplomat som var Folkrepubliken Kinas ambassadör i Sverige mellan mars 1997 och oktober 1998.
Qiao är utbildad ingenjör och har tjänstgjort i den kinesiska vetenskapsakademin. Mellan 1987 och 1992 var han suppleant i Centralkommittén i Kinas kommunistiska parti. Sedan 1991 har han varit ambassadör i Estland (1991-1992), Nordkorea (1993-1997), Sverige (1997-1998) och Schweiz (1998-2001).
Sedan 2002 sitter han i ledningen för Folkrepubliken Kinas utrikesministerium, där han innehar nyckelpositionen som partisekreterare för kommunistpartiet. Sedan samma år är han även ordinarie ledamot i Centralkommittén.